# Barry (Belgique)
Pour les articles homonymes, voir Barry.
Barry est une section de la ville belge de Tournai, située en Région wallonne dans la province de Hainaut.
C'était une commune à part entière avant la fusion des communes de 1977.

## Évolution démographique
- Sources : INS, Rem. : 1831 jusqu'en 1970 = recensements, 1976 = nombre d'habitants au 31 décembre.